# Diaspidiotus crystallinus
Diaspidiotus crystallinus är en insektsart som beskrevs av Ferris 1938. Diaspidiotus crystallinus ingår i släktet Diaspidiotus och familjen pansarsköldlöss. Inga underarter finns listade i Catalogue of Life.